# Gran Premio del Brasile 1983
Il Gran Premio del Brasile 1983 è stata la prima prova della stagione 1983 del Campionato mondiale di Formula 1. Si è corsa domenica 13 marzo 1983 sul Circuito di Jacarepaguá, vicino a Rio de Janeiro. La gara è stata vinta dal brasiliano Nelson Piquet su Brabham-BMW; per il vincitore si trattò dell'ottavo successo nel mondiale. Ha preceduto sul traguardo il finlandese Keke Rosberg su Williams-Ford e l'austriaco Niki Lauda su McLaren-Ford.
Rosberg venne però squalificato per essere stato spinto ai box, dopo aver subito un principio di incendio al rifornimento e lo spegnimento del motore. Contrariamente a quanto avviene solitamente, il secondo posto non venne assegnato a nessun altro pilota e Lauda si dovette accontentare dei 4 punti riservati al terzo posto.
In onore alla vittoria di Piquet, la televisione brasiliana lanciò per la prima volta la celebre canzone Tema da Vitória, da questo momento usata sia per le successive vittorie dello stesso Piquet, sia ai successi del futuro campione Ayrton Senna, che anche alle altrettanto future vittorie di Rubens Barrichello e Felipe Massa.

## Vigilia

### Aspetti tecnici
La principale modifica del regolamento tecnico fu l'abolizione delle "minigonne", al fine di limitare l'effetto suolo, considerato troppo pericoloso, dopo i gravi incidenti, anche mortali, che avevano caratterizzato la stagione 1982. Le scelte della Federazione Internazionale Sport Automobilistico portarono a critiche da parte dei costruttori, che dovettero modificare in fretta le monoposto già progettate per la stagione 1983. Per dare maggior tempo alle case costruttrici, al fine di rispettare i nuovi canoni tecnici, si decise di iniziare la stagione il 13 marzo col Gran Premio del Brasile, e di spostare ad ottobre la gara del Sudafrica. In cambio dell'accettazione della norma che aboliva le "minigonne", la FISA accettò di non modificare il regolamento sui motori almeno fino al termine della stagione 1985.
A seguito delle polemiche in merito alla regolarità dei motori turbo o di altre soluzioni tecniche adottate da varie scuderie Jean-Marie Balestre, presidente della FISA, propose addirittura il ritorno alla Formula Libre, per consentire la massima libertà ai costruttori, fatti salvi i principi della sicurezza dei piloti.

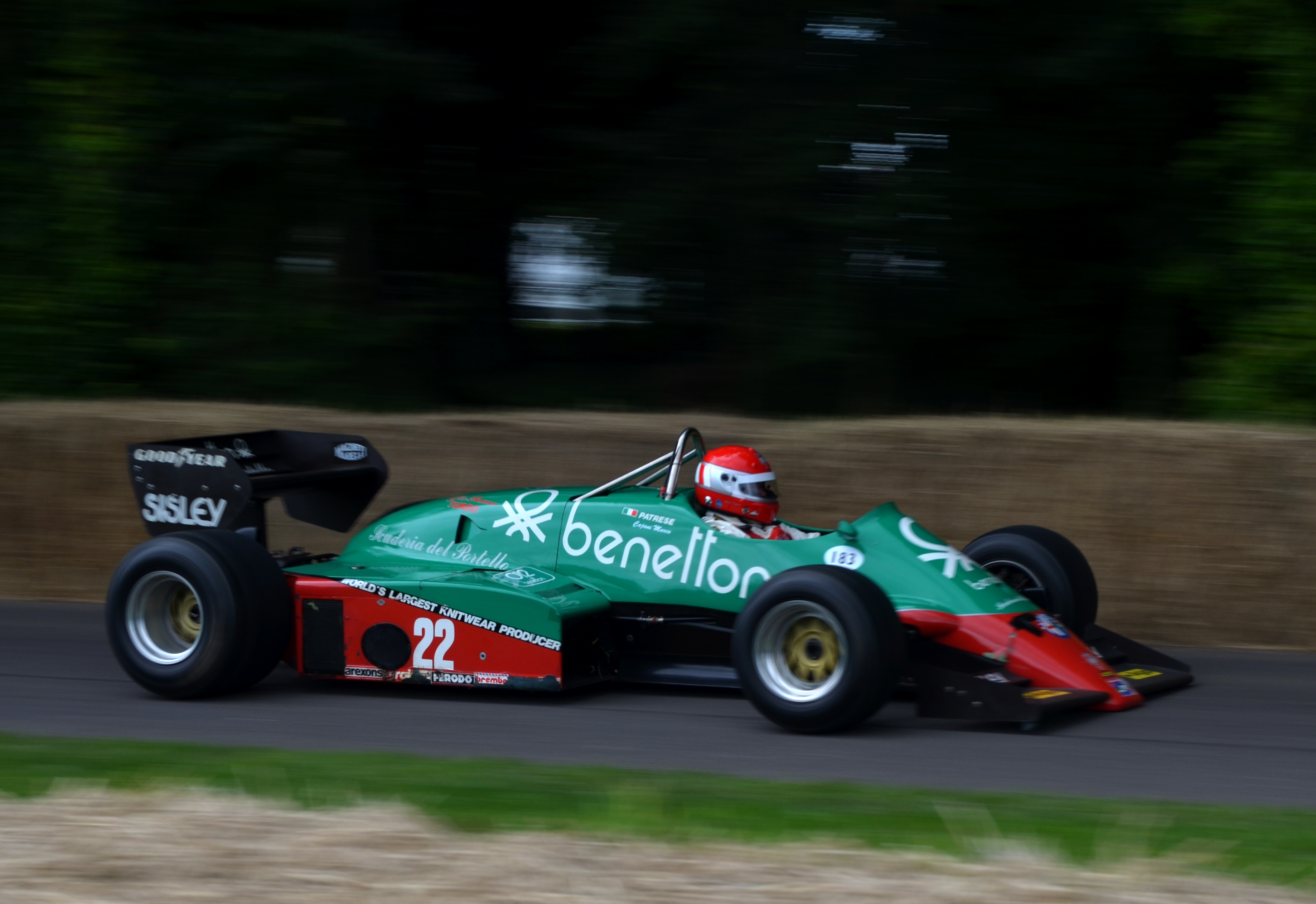
L'Alfa Romeo impiegò, per la prima volta, una vettura a motore turbo, la 183T (qui fotografata nel 2012 con la livrea ispirata a quella del 1984).

La Williams presentò la versione C della FW08 (ancora spinta dal Ford Cosworth DFV, in attesa del motore turbo della Honda), così come la McLaren che portò in Brasile la MP4/1C, non ancora equipaggiata col turbo TAG-Porsche; la Brabham fece esordire la BT52, spinta da motore BMW, che da questa stagione riforniva anche l'ATS D6. La Lotus fece esordire la 92, affidata a solo Nigel Mansell, mentre a Elio De Angelis venne fornita la 93T, motorizzata con un turbo della Renault; la Renault impiegò per la prima volta la RE30C.
La RAM fece il suo esordio in campionato da costruttore con la 01, denominata anche RAM-March; l'Alfa Romeo, per la prima volta, presentò una vettura a motore turbo, la 183T. La Ligier, invece, abbandonata la Matra, tornò ai Ford Cosworth, con la JS21. La Ferrari portò in pista la 126C2B, l'Arrows presentò l'A6, mentre anche la Toleman utilizzò una versione B della vettura dell'anno precedente, la TG183. La Theodore Racing, dopo la fusione con la Ensign, usò la MN183.
Nelle verifiche tecniche, effettuate al giovedì prima della gara, nessuna monoposto venne trovata irregolare. Vi era però il timore che molte vetture partissero, per la gara, sottopeso, ed effettuassero un rabbocco di carburante durante la stessa, per poi risultare nel peso (era posto il limite minimo dei 540 kg) al momento delle verifiche tecniche successive.
In merito alla fornitura degli pneumatici, rispetto alla stagione 1982, la Brabham abbandonò le Goodyear per passare alle Michelin, mentre la Lotus scelse le Pirelli, in luogo anch'essa delle coperture statunitensi. L'Arrows seguì il percorso inverso, utilizzando le Goodyear. Anche l'Osella cambiò fornitore, abbandonando la Pirelli e scegliendo la Michelin.

### Aspetti sportivi
La Ferrari ingaggiò René Arnoux, pilota della Renault, che avrebbe fatto coppia con Patrick Tambay, per la stagione 1983. Al posto di Arnoux la Renault ingaggiava Eddie Cheever, pilota statunitense della Ligier.
Anche l'altro pilota della Ligier, il francese Jacques Laffite, passava ad altra scuderia, la Williams. La Ligier li sostituì con Jean-Pierre Jarier, proveniente dall'Osella, e Raul Boesel, ex della March.
La Tyrrell prese, al posto di Brian Henton, il giovane statunitense Danny Sullivan, con esperienza in Indycar e CanAm. L'ATS iscrisse una sola vettura al campionato (per Manfred Winkelhock): ciò liberò Eliseo Salazar che trovò il volante della March, da questa stagione ribattezzata RAM-March. L'Alfa Romeo sostituì Bruno Giacomelli con Mauro Baldi, proveniente dall'Arrows. Giacomelli trovò un volante alla Toleman, dove prese il posto di Teo Fabi.
L'Arrows iscrisse il campione del mondo 1980, l'australiano Alan Jones. Per la prima gara stagionale, in Brasile, Jones non era in condizioni fisiche adeguate, essendosi fratturato una gamba, cadendo da cavallo; venne perciò sostituito da Chico Serra, ex pilota della Fittipaldi.
L'Osella aveva, in un primo momento, iscritto Corrado Fabi, fratello di Teo, all'esordio nel mondiale, e Beppe Gabbiani, al ritorno nel mondiale dopo due stagioni. Prima dell'inizio della stagione però la scuderia piemontese lo sostituì con Piercarlo Ghinzani, già impiegato nel 1981. L'Osella annunciò che, per le prime gare, avrebbe schierato solo una vettura, anche se poi, in realtà, entrambi i piloti affrontarono le qualifiche.
La Theodore Racing, fusa con l'Ensing, confermò uno dei piloti di quest'ultima, Roberto Guerrero, e fece esordire nel mondiale Johnny Cecotto. Il venezuelano, che era stato vicino all'impiego, nel 1982, da parte della Fittipaldi e dell'Osella, proveniva dal motociclismo, ove aveva vinto il motomondiale nel 1975, nella classe 350.
Per l'organizzazione venne stimata una spesa di un miliardo di cruzeiro, pari a circa tre miliardi e mezzo di lire dell'epoca, col costo dei biglietti che andava dai 5.000 ai 22.000 cruzeiro.

## Qualifiche

### Resoconto
Nella prima giornata di prove ufficiali il più rapido fu il campione del mondo uscente Keke Rosberg su Williams-Ford Cosworth, che con 1'34"526, precedette ben cinque piloti dotati di vetture a motore turbo. Al secondo posto, con un tempo ottenuto quasi a fine sessione, si pose Alain Prost, staccato di un decimo e mezzo, che precedette Patrick Tambay. Il tempo di Rosberg, a seguito delle modifiche regolamentari che avevano rallentato le vetture, era di quasi sei secondi più lento di quello ottenuto dal poleman Prost, sulla stessa pista, nel 1982.
Nella giornata seguente nessun pilota fu in grado di migliorare il tempo fatto segnare al venerdì da Rosberg, ciò a causa anche del gran caldo che colpiva il circuito brasiliano. La temperatura dell'aria raggiunse infatti i 43 °C, e quella dell'asfalto i 60 °C, penalizzando enormemente i propulsori turbo, che si rompevano in serie. Gli unici due piloti che riuscirono a scalare qualche posizione furono Nelson Piquet, balzato al quarto posto, e René Arnoux, salito al sesto. Per Rosberg fu la seconda pole position della carriera, la centotrentunesima, e ultima, per una vettura motorizzata dal Ford Cosworth DFV.
L'Alfa Romeo di Andrea De Cesaris venne squalificata in quanto il pilota romano, al termine della seconda sessione di qualifiche ufficiali, saltò la pesatura elettronica, andando direttamente ai box. De Cesaris, che aveva chiuso sedicesimo, fu escluso dalla graduatoria; al suo posto venne ripescato Eliseo Salazar, il primo dei non qualificati.

### Risultati
I risultati delle qualifiche furono i seguenti:
| Pos                     | Nº | Pilota             | Costruttore             | Tempo    | Griglia |
| ----------------------- | -- | ------------------ | ----------------------- | -------- | ------- |
| 1                       | 1  | Keke Rosberg       | Williams-Ford Cosworth  | 1'34"526 | 1       |
| 2                       | 15 | Alain Prost        | Renault                 | 1'34"672 | 2       |
| 3                       | 27 | Patrick Tambay     | Ferrari                 | 1'34"758 | 3       |
| 4                       | 5  | Nelson Piquet      | Brabham-BMW             | 1'35"114 | 4       |
| 5                       | 35 | Derek Warwick      | Toleman-Hart            | 1'35"206 | 5       |
| 6                       | 28 | René Arnoux        | Ferrari                 | 1'35"547 | 6       |
| 7                       | 6  | Riccardo Patrese   | Brabham-BMW             | 1'35"958 | 7       |
| 8                       | 16 | Eddie Cheever      | Renault                 | 1'36"051 | 8       |
| 9                       | 8  | Niki Lauda         | McLaren-Ford Cosworth   | 1'36"054 | 9       |
| 10                      | 23 | Mauro Baldi        | Alfa Romeo              | 1'36"126 | 10      |
| 11                      | 3  | Michele Alboreto   | Tyrrell-Ford Cosworth   | 1'36"291 | 11      |
| 12                      | 25 | Jean-Pierre Jarier | Ligier-Ford Cosworth    | 1'36"392 | 12      |
| 13                      | 11 | Elio De Angelis    | Lotus-Renault           | 1'36"454 | 13      |
| 14                      | 33 | Roberto Guerrero   | Theodore-Ford Cosworth  | 1'36"694 | 14      |
| 15                      | 36 | Bruno Giacomelli   | Toleman-Hart            | 1'36"747 | 15      |
| 16                      | 7  | John Watson        | McLaren-Ford Cosworth   | 1'36"977 | 16      |
| 17                      | 26 | Raul Boesel        | Ligier-Ford Cosworth    | 1'37"729 | 17      |
| 18                      | 2  | Jacques Laffite    | Williams-Ford Cosworth  | 1'38"234 | 18      |
| 19                      | 34 | Johnny Cecotto     | Theodore-Ford Cosworth  | 1'38"378 | 19      |
| 20                      | 29 | Marc Surer         | Arrows-Ford Cosworth    | 1'38"488 | 20      |
| 21                      | 4  | Danny Sullivan     | Tyrrell-Ford Cosworth   | 1'38"686 | 21      |
| 22                      | 12 | Nigel Mansell      | Lotus-Ford Cosworth     | 1'39"154 | 22      |
| 23                      | 30 | Chico Serra        | Arrows-Ford Cosworth    | 1'39"965 | 23      |
| 24                      | 31 | Corrado Fabi       | Osella-Ford Cosworth    | 1'40"309 | 24      |
| 25                      | 9  | Manfred Winkelhock | ATS-BMW                 | 1'41"153 | 25      |
| 26                      | 17 | Eliseo Salazar     | RAM March-Ford Cosworth | 1'41"478 | 26      |
| Vetture non qualificate |    |                    |                         |          |         |
| NQ                      | 32 | Piercarlo Ghinzani | Osella-Ford Cosworth    | 1'42"267 | NQ      |
| ES                      | 22 | Andrea De Cesaris  | Alfa Romeo              | —        | ES      |

## Gara

### Resoconto
Elio De Angelis cambiò, per un guasto, la sua vettura, al termine del giro di ricognizione. Il pilota italiano abbandonò la Lotus 93T-Renault delle qualifiche, e utilizzò un vecchio modello 91, a motore Ford Cosworth DFV.
Al via Keke Rosberg si mantenne al comando, seguito da Alain Prost, e dalle due Brabham di Nelson Piquet e Riccardo Patrese. Il francese però, venne presto passato da entrambi, scalando così in quarta posizione. Sulla vettura di Patrese si ruppe subito il turbocompressore, tanto che il pilota padovano perse lentamente potenza.
Già al settimo giro Piquet s'impossessò del comando della gara, passando Rosberg. Nelle retrovie si fece largo John Watson: partito dalla sedicesima piazza, si trovò, già al termine del primo passaggio, in undicesima posizione. Superò poi Baldi, Cheever, e le due Ferrari, portandosi in quinta posizione, al giro 11. Il problema tecnico sulla Brabham di Patrese divenne ingovernabile, e il pilota si ritirò al ventesimo giro. Tre giri prima Watson aveva passato anche Prost, stabilendosi in terza posizione, dietro a Piquet e Rosberg. Al ventitreesimo passaggio Mauro Baldi, nel difendersi da un attacco di Lauda, per la sesta piazza, lasciò un varco, ove s'inserì Derek Warwick: la Toleman toccò l'Alfa Romeo, che fu costretta al ritiro.
Al giro 28 Rosberg passò ai box per il rifornimento di benzina: all'apertura però del bocchettone i gas provenienti dal serbatoio s'infiammarono immediatamente, a causa del calore sprigionato dal motore. Il finlandese riuscì a uscire indenne dall'abitacolo: la vettura però dovette essere rimessa in moto a spinta dai meccanici. Rosberg riuscì a ripartire, ma dopo aver perso un giro rispetto agli altri, e scendendo al nono posto. la classifica vedeva sempre al comando Piquet, seguito da Watson, Prost, Tambay, Lauda e Warwick.
Al giro 34 Niki Lauda sorpassò Patrick Tambay, mentre un giro dopo, il suo compagno di team Watson, terminò la sua gara, per la rottura del propulsore: Lauda così in due giri scalò in terza posizione. Al giro 40 Nelson Piquet effettuò il rifornimento di carburante: l'operazione durò 16 secondi, e il brasiliano mantenne il comando del gran premio.  Al quarantaduesimo passaggio l'austriaco ebbe la meglio anche su Prost. Nel frattempo Keke Rosberg recuperava posizioni, prima superando Derek Warwick, poi Tambay e Prost: al giro 46 il finlandese della Williams era nuovamente terzo. Entrava in zona punti anche Marc Surer, che aveva superato Warwick.
Al giro 51 Tambay passò Prost (per tutta la gara penalizzato da un guasto a un ammortizzatore) per la quarta posizione, mentre tre giri dopo, Rosberg passò anche Lauda per la seconda piazza. Al giro 56 Jacques Laffite, in rimonta, passò sia Surer che Prost, prendendosi il quinto posto. Il pilota della Williams, nella parte finale del gran premio, ebbe la meglio anche su Tambay (con gomme degradate), e colse il quarto posto.
Nelson Piquet vinse per l'ottava volta in carriera: era il primo successo per un pilota che aveva effettuato la tecnica del rifornimento in gara. Piquet fu il primo pilota brasiliano ad imporsi nella gara nazionale dal 1975, ai tempi di Carlos Pace. Rosberg chiuse secondo, Lauda al terzo posto: le decisioni della giuria privarono poi il finlandese, come l'anno precedente, del risultato.

### Risultati
I risultati del gran premio furono i seguenti:
| Pos | No | Pilota             | Costruttore             | Giri | Tempo/Ritiro             | Pos. Griglia | Punti |
| --- | -- | ------------------ | ----------------------- | ---- | ------------------------ | ------------ | ----- |
| 1   | 5  | Nelson Piquet      | Brabham-BMW             | 63   | 1h48'27"731              | 4            | 9     |
| SQ  | 1  | Keke Rosberg       | Williams-Ford Cosworth  | 63   | Squalificato             | 1            |       |
| 3   | 8  | Niki Lauda         | McLaren-Ford Cosworth   | 63   | + 51"883                 | 9            | 4     |
| 4   | 2  | Jacques Laffite    | Williams-Ford Cosworth  | 63   | + 1'13"951               | 18           | 3     |
| 5   | 27 | Patrick Tambay     | Ferrari                 | 63   | + 1'18"117               | 3            | 2     |
| 6   | 29 | Marc Surer         | Arrows-Ford Cosworth    | 63   | + 1'18"207               | 20           | 1     |
| 7   | 15 | Alain Prost        | Renault                 | 62   | + 1 giro                 | 2            |       |
| 8   | 35 | Derek Warwick      | Toleman-Hart            | 62   | + 1 giro                 | 5            |       |
| 9   | 30 | Chico Serra        | Arrows-Ford Cosworth    | 62   | + 1 giro                 | 23           |       |
| 10  | 28 | René Arnoux        | Ferrari                 | 62   | + 1 giro                 | 6            |       |
| 11  | 4  | Danny Sullivan     | Tyrrell-Ford Cosworth   | 62   | + 1 giro                 | 21           |       |
| 12  | 12 | Nigel Mansell      | Lotus-Ford Cosworth     | 61   | + 2 giri                 | 22           |       |
| SQ  | 11 | Elio De Angelis    | Lotus-Ford Cosworth     | 60   | Squalificato             | 13           |       |
| 13  | 34 | Johnny Cecotto     | Theodore-Ford Cosworth  | 60   | + 3 giri                 | 19           |       |
| 14  | 17 | Eliseo Salazar     | RAM March-Ford Cosworth | 59   | + 4 giri                 | 26           |       |
| 15  | 9  | Manfred Winkelhock | ATS-BMW                 | 59   | + 4 giri                 | 25           |       |
| NC  | 33 | Roberto Guerrero   | Theodore-Ford Cosworth  | 53   | Non classificato         | 14           |       |
| Rit | 16 | Eddie Cheever      | Renault                 | 41   | Freni                    | 8            |       |
| Rit | 7  | John Watson        | McLaren-Ford Cosworth   | 34   | Motore                   | 16           |       |
| Rit | 26 | Raul Boesel        | Ligier-Ford Cosworth    | 25   | Motore                   | 17           |       |
| Rit | 23 | Mauro Baldi        | Alfa Romeo              | 23   | Collisione con D.Warwick | 10           |       |
| Rit | 25 | Jean-Pierre Jarier | Ligier-Ford Cosworth    | 22   | Sospensione              | 12           |       |
| Rit | 6  | Riccardo Patrese   | Brabham-BMW             | 19   | Problemi fisici          | 7            |       |
| Rit | 31 | Corrado Fabi       | Osella-Ford Cosworth    | 17   | Motore                   | 24           |       |
| Rit | 36 | Bruno Giacomelli   | Toleman-Hart            | 16   | Testacoda                | 15           |       |
| Rit | 3  | Michele Alboreto   | Tyrrell-Ford Cosworth   | 7    | Motore                   | 11           |       |
| NQ  | 32 | Piercarlo Ghinzani | Osella-Ford Cosworth    |      |                          |              |       |
| ES  | 22 | Andrea De Cesaris  | Alfa Romeo              |      |                          |              |       |

## Classifiche

### Piloti
| Pos. | Pilota          | Punti |
| ---- | --------------- | ----- |
| 1    | Nelson Piquet   | 9     |
| 2    | Niki Lauda      | 4     |
| 3    | Jacques Laffite | 3     |
| 4    | Patrick Tambay  | 2     |
| 5    | Marc Surer      | 1     |

### Costruttori
| Pos. | Team                   | Punti |
| ---- | ---------------------- | ----- |
| 1    | Brabham-BMW            | 9     |
| 2    | McLaren-Ford Cosworth  | 4     |
| 3    | Williams-Ford Cosworth | 3     |
| 4    | Ferrari                | 2     |
| 5    | Arrows-Ford Cosworth   | 1     |

## Decisioni della giuria
Al termine della gara la giuria squalificò Keke Rosberg perché la vettura era stata spinta ai box dai meccanici della Williams, per rimetterla in moto. La scuderia cercò di difendersi affermando che il regolamento consentiva di utilizzare energie esterne per far partire la vettura, e che tra queste potevano considerarsi i meccanici. I punti per il secondo posto non vennero comunque riassegnati a nessun altro pilota, ciò in base alla discrezionalità data dal regolamento ai commissari che potevano determinare la classifica in base alla gravità delle infrazioni. La squalifica venne confermata dal Tribunale d'Appello della FIA l'11 maggio.
Elio De Angelis venne squalificato per aver sostituito la sua monoposto dopo il giro di ricognizione. Il pilota italiano aveva effettuato le qualifiche con una Lotus 93T-Renault, ma affrontò la gara con una Lotus 91-Ford Cosworth.